# Todo el silencio (película de 2023)
Todo el silencio es una película dramática mexicana de 2023 dirigida por Diego del Río, escrita por Lucía Carreras y protagonizada por Adriana Llabrés, Ludwika Paleta, Arcelia Ramírez, Diana Bracho y Moisés Melchor.
El filme, que narra la historia de una mujer que enfrenta la pérdida del oído, tuvo su estreno en el Festival Internacional de Cine de Morelia en 2023, donde fue la película inaugural y en el que Llabrés ganó el premio a Mejor Actriz, y en la plataforma de streaming Prime Video el 14 de junio de 2024. Todo el silencio fue nominada a 6 Premios Ariel, incluyendo Mejor Película, Mejor Guion Original, Mejor Actriz y Mejor Sonido.

## Argumento
Miriam lleva una vida dinámica: por las mañanas enseña lengua de señas y por las tardes es parte de un montaje de teatro profesional. Además, mantiene una relación estable y pasional con su novia Lola, quien es hipoacúsica. A pesar de vivir una vida muy cercana a la de una persona sorda, su mundo se desmorona cuando descubre que está perdiendo el sentido del oído.

## Reparto
- Adriana Llabrés - Miriam
- Ludwika Paleta - Lola
- Moisés Melchor - Manuel
- Enrique Singer - Dr. Óscar
- Vicky Araico - Sandra
- Arcelia Ramírez - Claudia
- Montserrat Marañón - Tusa

## Producción
La película es la ópera prima de Diego del Río, director de teatro conocido por las obras La gaviota (2015), Casi normales (2018), El zoológico de cristal (2018) y Momma (2023), está realizada en dos idiomas, español y lengua de señas, y cuenta con subtítulos para que cualquiera pueda entenderla por completo.

## Premios y reconocimientos
| Año  | Premio                                    | Categoría                                                     | Nominación                                                  | Resultado |  |
| ---- | ----------------------------------------- | ------------------------------------------------------------- | ----------------------------------------------------------- | --------- |  |
| 2024 | Premios Ariel                             | Mejor Película                                                | Todo el silencio                                            | Nominado  |  |
| 2024 | Premios Ariel                             | Mejor Ópera Prima                                             | Diego del Río                                               | Ganador   |  |
| 2024 | Premios Ariel                             | Mejor Guion Original                                          | Lucía Carreras                                              | Nominado  |  |
| 2024 | Premios Ariel                             | Mejor Actuación Femenina                                      | Adriana Llabrés                                             | Ganador   |  |
| 2024 | Premios Ariel                             | Mejor Coactuación Femenina                                    | Ludwika Paleta                                              | Ganador   |  |
| 2024 | Premios Ariel                             | Mejor Sonido                                                  | Mario Martínez Cobos, Miguel Hernández y Liliana Villaseñor | Ganador   |  |
| 2024 | Sunny Bunny Festival de Cine LGBTQIA+     | Mejor película internacional                                  | Diego del Río                                               | Ganador   |  |
| 2024 | Sunny Bunny Festival de Cine LGBTQIA+     | Premio de la audiencia                                        | Diego del Río                                               | Nominado  |  |
| 2024 | Sunny Bunny Festival de Cine LGBTQIA+     | Mención especial del Sindicato de Críticos de Cine Ucranianos | Diego del Río                                               | Ganador   |  |
|      | Festival de Cine de Miami                 | Premio Jordan Ressler a la Primera Película                   | Todo el Silencio                                            | Nominado  |  |
| 2023 | Festival Internacional de Cine de Morelia | Mejor película                                                | Diego                                                       | Nominado  |  |
| 2023 | Festival Internacional de Cine de Morelia | Mejor actriz                                                  | Adriana Llabrés                                             | Ganadora  |  |
| 2023 | Festival Internacional de Cine de Kerala  | Cuervo de Oro                                                 | Diego del Río y Luis Salinas                                | Nominados |  |
| 2023 | Festival Internacional de Cine de Kerala  | Mejor diseño de sonido                                        | Mario Martínez Cobos, Miguel Hernández y Liliana Villaseñor | Ganadores |  |
| 2023 | Festival de Cine LGBT de Ljubljana        | Mejor película                                                | Diego del Río                                               | Ganador   |  |